# Calleigh Duquesne
La Sargento Calleigh Duquesne es un personaje ficticio correspondiente a la serie de la cadena CBS CSI: Miami. Calleigh Duquesne es un CSI Nivel 3, y es además la Asistente del Supervisor del Turno del Día. Es interpretada por Emily Procter. En la séptima temporada inicia una relación con Eric Delko interpretado por Adam Rodríguez. 

## Biografía
Calleigh nació en el estado de Luisiana, en una zona rural. Creció con un padre alcohólico, Kenwall "Duke" Duquesne (abogado defensor, a veces Calleigh le da consejos para sus casos), lo que la obligó a comportarse como una adulta desde pequeña. Calleigh se ocupaba de cuidar a su madre enferma y de arreglar los desaguisados de Kenwall. Sus padres se divorciaron en torno a 1992, y la separación fue amarga y hostil (episodio número 521, "Simplemente asesinado"). Después de graduarse, logró entrar en el Departamento de Policía de Nueva Orleans. Su conocimiento de las armas era tan sorprendente que se ganó la reputación de "chica bala". Ese talento llegó a oídos de Horatio Caine, en Miami, que necesitaba un experto en balística y la contrató. 
Calleigh reúne unas potentes combinación de talento y belleza. Aunque a veces utiliza su encanto para derribar barreras, siempre emplea la calma y la racionalidad para llegar a la clave de los crímenes. Ha aprendido a confiar en sus compañeros aunque la confianza no es uno de los fuertes de su vida personal. Su corazón no es un lugar accesible (perdió a un exnovio por suicidio y el resto de sus relaciones no cuajaron). Calleigh se siente muy bien dentro del equipo de CSI, sus compañeros hasta dicen que es "demasiado feliz". A veces, Calleigh suele culparse por cosas que hizo que según ella harán que "el caso esté comprometido". 
Ella sabe hablar español y recibió una licenciatura en física en la Universidad de Tulane. Calleigh no es para nada supersticiosa ni cree en cosas sobrenaturales. Les tiene gran temor a las hormigas, en el capítulo "Wanabbe", Eric y ella se ocupan de un caso en el que encuentran un cadáver dentro de un contenedor de basura; para examinarlo más de cerca, Calleigh se sube y justo antes de entrar cambia de idea, bajándose. Luego le explica a Eric que ella no le teme a los insectos, pero sí a las hormigas (el cadáver estaba lleno de ellas). Según mencionan en el episodio número 416 ("Desviado"), la dirección de la casa de Calleigh es "1025 Avenida Saratoga, Bal Harbour, Fl 33154".
- Datos: Q2934121